# Josua-Apokryphon
Josua-Apokryphon, auch Josua-Psalmen (4QapocrJosha/4Q378, 4QapocrJoshb/4Q379, 4QapocrJoshc/4Q522, auch 5QapocrJosh/5Q9) ist die Bezeichnung für eine Schrift, die in einigen Fragmenten aus dem 1. Jahrhundert v. Chr. und dem 1. Jahrhundert n. Chr. in Qumran am Toten Meer gefunden wurden. Sie enthält Reden, Segen und Gebete des biblischen Josua, die sonst nicht bekannt sind. Der Text ist angelehnt an Reden Josuas im Buch Josua, Kapitel 1, 18–21, 23–24 und Moses in 5. Buch Mose 1–3 und 28–31.
Die Fragmente wurden in den 1950er Jahren in Höhle 4 und 5 gefunden und befinden sich heute größtenteils im Rockefeller Museum in Jerusalem.